# 1773
1773 (MDCCLXXIII) je bilo navadno leto, ki se je po gregorijanskem koledarju začelo na petek, po 11 dni počasnejšem julijanskem koledarju pa na torek.

## Rojstva
- 29. januar - Friedrich Mohs, nemški geolog, mineralog († 1839)
- 6. april - James Mill, škotski zgodovinar, filozof in ekonomist († 1836)
- 15. maj - knez Klemens von Metternich, avstrijski politik († 1858)
- 13. junij - Thomas Young, angleški fizik († 1829)
- 23. julij - sir Thomas Makdougall Brisbane, škotski astronom, general, kolonialni guverner († 1860)
- 23. avgust - Jakob Friedrich Fries, nemški filozof († 1843)
- 21. december - Robert Brown, škotski botanik, biolog († 1858)